# Smoby
Smoby ist ein französischer Spielwaren-Hersteller im Département Jura.
Das Unternehmen wurde 1924 unter dem Namen Moquin-Breuilin als Gesellschaft, die sich auf die Produktion von Holzpfeifen spezialisiert hatte, gegründet. Nach dem Zweiten Weltkrieg, entwickelt und produziert der Familienbetrieb Haushalts- und Spielwaren aus Kunststoff. Seit 1970 trägt das Unternehmen den Namen Smoby.

## Geschichte
1993 wurde Jean-Christophe Breuil, der Enkel des Gründers, CEO von Smoby. 2003 übernahm die Firma Majorette und Solido sowie 2005 Berchet und wird der umsatzstärkste Spielwarenhersteller in Frankreich und der zweit-umsatzstärkste Spielwarenhersteller in Europa.
Die so gebildete Smoby Majorette hatte 277 Millionen Euro Schulden und ging ab März 2007 in einen sechs Monate dauernden Bankrott. Nach der Übernahme durch MGA Entertainment für einen Euro ging das Unternehmen im Frühjahr 2007 erneut in den Bankrott. Mangels Einigung mit den Gläubigern auf einen Plan zur Fortführung der Gesellschaft meldete Smoby-Majorette am 9. Oktober 2007 seine Insolvenz beim Handelsgericht von Lons-le-Saunier bevor der MGA Entertainment am 22. Februar 2008 auf seine Verbindlichkeiten verzichtete.
Anfang März 2008 kündigte dieses Gericht die Übernahme von Smoby und Berchet durch die Simba-Dickie-Group finanziert durch die ABCIA SA Holding in Grenoble. Ecoiffier wurde durch seinen früheren Eigentümer Jacques Ecoiffier mit Simba als Minderheitsteilhaber übernommen und Majorette wurde in der folgenden Woche von der französischen Investmentgruppe Société Anonyme Compagnie MI 29 übernommen.
Am 25. März 2008 wurde Jean-Christophe Breuil bei einer Kontrolle in Untersuchungshaft genommen, ihm wurde Veruntreuung vorgeworfen.
Im April 2008 wurden 396 der 800 Beschäftigten entlassen. Die Unternehmen Smoby, Berchet und Ecoiffier teilen sich die Märkte auf. Smoby Toys wird von Thomas Le Paul, dem früheren Leiter der italienischen Filiale von Simba geleitet.

## Kennzahlen
Hauptaktionär: Simba Dickie Group, Michael Sieber
- Verlust 2005: 25,7 Mio. Euro bei einem Umsatz von 350 Millionen Euro (davon die Hälfte in Frankreich)
- Beschäftigte 2006: 2750 Mitarbeiter, davon 1500 in Frankreich; heute viel weniger